# Gauzania devecta
Gauzania devecta är en tvåvingeart som beskrevs av Walker 1856. Gauzania devecta ingår i släktet Gauzania och familjen lövflugor. Inga underarter finns listade i Catalogue of Life.